# Bartomeu Vicens Mir
Bartomeu Vicens Mir (n. Inca, Mallorca, 1957) és un advocat i polític mallorquí d'Unió Mallorquina imputat en els casos de corrupció PTM, Son Oms i Ca'n Domenge.
És germà del polític del Partit Socialista de Mallorca Gabriel Vicens.

## Trajectòria política
Vicens es va afiliar a Unió Mallorquina l'any 1987, on va exercir diversos càrrecs de responsabilitat fins a assolir la secretaria general del partit entre els anys 1997 i 2003.
Entre 2003 i 2007, Vicens fou Conseller Executiu de Territori del Consell de Mallorca, etapa que va estar marcada per l'aprovació del Pla Territorial de Mallorca i per l'esclat del Cas Andratx.
Poc després fou elegit diputat del Parlament de les Illes Balears en les eleccions de 27 de maig de 2007, i va exercir de portaveu del grup parlamentari d'Unió Mallorquina fins que el 23 d'octubre de 2008 va ser substituït arran de la seva imputació en els casos de corrupció de Son Oms i del Pla Territorial de Mallorca. El 26 d'octubre del mateix any fou suspès de militància en Unió Mallorquina i passà al grup mixt del Parlament. Vicens va mantenir l'escó fins al 18 de desembre de 2009, quan va dimitir del càrrec a causa de la condemna a quatre anys i mig de presó imposada en una de les peces separades del Cas Son Oms.
El juliol de 2010 fou el primer diputat de les Illes que ingressa a presó, per complir una pena de tres anys pel delicte de malversació del cas 'Son Oms'.